# Copa de la Reina de fútbol 2023-24
La Copa de la Reina 2023-24 fue la 42.ª edición del campeonato, la cual se disputó entre el 13 de septiembre de 2023 y 18 de mayo de 2024.

## Formato
Participan 32 equipos que conformaron la temporada anterior la Primera Federación, Segunda Federación y Primera Nacional. A partir de la tercera eliminatoria se irán incorporando los 16 equipos restantes de Primera División. Los partidos serán a partido único excepto las semifinales.

## Primera ronda
La primera ronda se disputó en eliminatorias a partido único el 13 de septiembre. El sorteo se celebró el 5 de septiembre de 2023.
| Local                       | Resultado    | Visitante                   |
| --------------------------- | ------------ | --------------------------- |
| CD Getafe                   | 1-5          | DUX Logroño                 |
| Zaragoza C.F.F.             | 2–3          | Club Polideportivo Cacereño |
| Club Peluquería Mixta Friol | 0–1          | Málaga Club de Fútbol       |
| Club Deportivo Parquesol    | 0–2          | Córdoba C.F.                |
| C.D.E Racing Féminas        | 1–3          | Granada Club de Fútbol      |
| Viajes Interrías FF         | 2–3          | Fundación Albacete          |
| Torrelodones CF             | 0–2          | C.D. Juan Grande            |
| Club Deportivo Pradejón     | 1–3          | Real Oviedo                 |
| Sárdoma CF                  | 0–2          | Secció Esportiva AEM        |
| Bizkerre Futbol Taldea      | 0–2          | Rayo Vallecano              |
| CE Europa                   | 0–2          | S.D Eibar                   |
| SD Huesca                   | 0–1          | R. C. D. Espanyol           |
| Balears Futbol Club         | 1–0          | Deportivo Abanca            |
| FCD Tenerife                | 0–3          | C.A. Osasuna                |
| UD Almería                  | 0–0 (6:7 p.) | FF La Solana                |
| CFF Albacete                | 0–2          | Real Unión de Tenerife      |

## Segunda ronda
La segunda ronda se disputó en eliminatorias a partido único el 10 y el 11 de octubre de 2023. El sorteo se celebró el 29 de septiembre de 2023.
| Local                  | Resultado    | Visitante                   |
| ---------------------- | ------------ | --------------------------- |
| Fundación Albacete     | 3–0          | Rayo Vallecano              |
| Real Oviedo            | 1–0          | DUX Logroño                 |
| C.A. Osasuna           | 2–1          | Secció Esportiva AEM        |
| Córdoba C.F.           | 2–2 (1:3 p.) | Club Deportivo Juan Grande  |
| Balears Futbol Club    | 0–1          | Granada Club de Fútbol      |
| FF La Solana           | 0–1          | S.D Eibar                   |
| Málaga Club de Fútbol  | 0–2          | Club Polideportivo Cacereño |
| Real Unión de Tenerife | 2–1          | R. C. D. Espanyol           |

## Tercera ronda
La tercera ronda se disputó en eliminatorias a partido único el 7, 8 y 9 de noviembre de 2023. El sorteo se celebró el 23 de octubre de 2023.
| Local                       | Resultado    | Visitante                |
| --------------------------- | ------------ | ------------------------ |
| Real Oviedo                 | 0–0 (5:4 p.) | Alhama C.F.              |
| C.A. Osasuna                | 1–2          | Real Betis               |
| Real Unión de Tenerife      | 0–1          | Sporting de Huelva       |
| Club Polideportivo Cacereño | 1–1 (2:4 p.) | Deportivo Alavés         |
| S.D Eibar                   | 0–1          | F. C. Levante Las Planas |
| Fundación Albacete          | 3–2          | Villarreal C. F.         |
| Club Deportivo Juan Grande  | 0–1          | Valencia C. F.           |
| Granada Club de Fútbol      | 1–4          | Athletic Club            |

## Octavos de final
Esta ronda se disputó en eliminatorias a partido único el 13 y 14 de enero de 2024. El sorteo se celebró el 15 de noviembre de 2023.
| Local                   | Resultado    | Visitante          |
| ----------------------- | ------------ | ------------------ |
| Fundación Albacete      | 0-6          | F.C. Barcelona     |
| Real Betis              | 0-5          | Real Madrid C.F.   |
| Valencia C.F.           | 0-1          | Levante U.D.       |
| Deportivo Alavés        | 1-2          | Atlético de Madrid |
| Real Oviedo             | 1-1 (2:4 p.) | U.D.G. Tenerife    |
| F.C. Levante Las Planas | 0-4          | Sevilla FC         |
| Sporting de Huelva      | 1-4          | Real Sociedad      |
| Athletic Club           | 1-0          | Madrid C.F.F.      |

## Cuartos de final
Los cuartos de final se disputaron en eliminatorias a partido único entre el 6 y 8 de febrero de 2024. El sorteo para esta ronda se celebró el 18 de enero de 2024.
| Local              | Resultado    | Visitante        |
| ------------------ | ------------ | ---------------- |
| F.C. Barcelona     | 8-0          | Sevilla FC       |
| Atlético de Madrid | 2-1          | Real Madrid C.F. |
| Athletic Club      | 1-1 (7:6 p.) | U.D.G. Tenerife  |
| Levante U.D.       | 1-2          | Real Sociedad    |

## Semifinales
Las semifinales se disputaron en eliminatorias a doble partido siendo la ida entre el 6 y 7 de marzo de 2024 y la vuelta entre el 13 y 14 de marzo de 2024.
| Local              | Agr. | Visitante      | Ida | Vuelta |
| ------------------ | ---- | -------------- | --- | ------ |
| Athletic Club      | 1-5  | F.C. Barcelona | 0-3 | 1-2    |
| Atlético de Madrid | 2-3  | Real Sociedad  | 1-1 | 1-2    |

## Final
La final se disputó a partido único entre los dos equipos ganadores de las semifinales en el Estadio de La Romareda en Zaragoza el 18 de mayo de 2024.
| 18 de mayo de 2024 | Real Sociedad | 0:8 (0:5) | F. C. Barcelona                                                                   | Estadio de La Romareda, Zaragoza                     |                                                      |
|                    |               | Reporte   | - Batlle 5', 33' - Paralluelo 13' - Hansen 19', 26' - Mariona 48', 58' - Pina 52' | Asistencia: 25.617 espectadores Árbitra: Gil Soriano | Asistencia: 25.617 espectadores Árbitra: Gil Soriano |

| Bandera de Cataluña                 |
| Campeón F. C. Barcelona 10.º título |